# Бартфельд, Натан Яковлевич
Ната́н Я́ковлевич Ба́ртфельд (11 июня 1949, Отачь, Окницкий район — 14 апреля 2021) — советский и молдавский футбольный арбитр, функционер, инспектор ФИФА и УЕФА.

## Биография
Родился 11 июня 1949 года в райцентре Атаки Молдавской ССР, в семья Якова Натановича Бартфельда (1923—1972). В юности занимался боксом, но в итоге отдал предпочтение футболу.
Первый матч в качестве футбольного арбитра провёл в 1976 году. На профессиональном уровне дебютировал спустя четыре года. 30 декабря 1986 года получил всесоюзную категорию. На счету Бартфельда свыше 120 игр в первой лиге и 17 — в высшей и Кубке СССР. Бывший инспектор ФИФА и УЕФА (около 100 матчей).
Работал начальником команды «Нистру». Возглавлял судейский комитет молдавской Федерации футбола. В 2009 году за заслуги перед молдавским футболом был награждён Орденом Почёта.
В 2011 году выпустил книгу «Генералы футбольных полей».
Выступал экспертом на молдавском и российском телевидении (передачи о футбольном судействе «Под прицелом» и «Свисток»).
Скончался 14 апреля 2021 года.